# بريد قطر

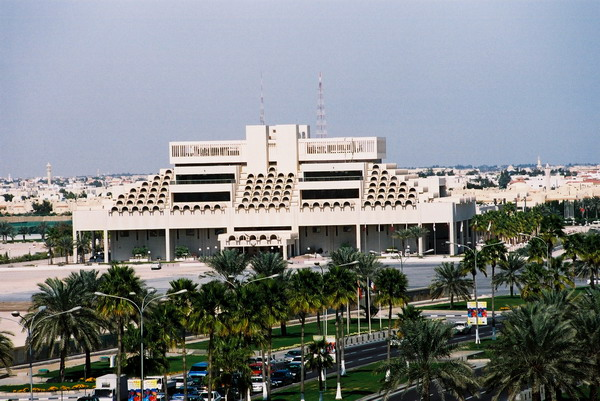
مبنى كيو بوست في الدوحة.

بريد قطر أو كيو بوست هو مكتب بريد دولة قطر. يقع مقرها الرئيسي في كورنيش الدوحة. في عام 2009، تم الإعلان عن فوز قطر بعرض استضافة مؤتمر الاتحاد البريدي العالمي الخامس والعشرين في عام 2012. وعُقد هذا المؤتمر من سبتمبر إلى أكتوبر 2012.

## روابط خارجية
- الموقع الرسمي